# The Millionaire Baby
The Millionaire Baby è un film muto del 1915 diretto da Lawrence Marston e, non accreditato, Thomas N. Heffron. La sceneggiatura di Gilson Willets si basa sull'omonimo romanzo di Anna Katharine Green Rohlfs pubblicato a Indianapolis nel 1915.

## Trama
Justin Carew si separa dalla moglie Valerie, un'attrice che non vuole lasciare il teatro. Carew trova lavora presso il milionario Philo Ocumpaugh, di cui diventa il segretario privato. Anche Philo ha dei problemi in famiglia e sua moglie Marion, credendo che la cosa possa salvare il suo matrimonio, chiede a Pool, il medico di famiglia, di procurarle un bambino. Pool, sapendo che Valerie è incinta, la costringe a cedere la nascitura a Marion.
Philo, che si trova per lavoro nel West nelle sue miniere, a sentire che la moglie ha dato alla luce una bambina, decide di ritornare a casa da lei e dalla piccola Gwendolyn.
Dieci anni dopo, Valerie si ritira dalle scene. Ora vuole indietro la figlia e la chiede a Pool. Vivendo nei pressi della casa degli Ocumpaugh, si rende ben presto conto che la loro piccola è propria la figlia che sta cercando di riavere. Gwendolyn scompare. Anche se ha pensato di rapirla, Valerie respinge le accuse di averla portata via. La verità viene a galla quando Marion confessa, avendo avuto paura di perderla, di essere stata lei a nascondere la bambina in una stanza segreta. Il dottor Pool, accusato di rapimento da un detective, muore mentre fugge, cadendo da un balcone. Gwendolyn viene restituita ai suoi genitori, mentre Phio perdona la moglie.

## Produzione
Le riprese del film, prodotto dalla Red Seal Selig Plays, terminarono ai primi di maggio 1915. Venne girato negli studi di Chicago delle Selig.
L'attore John Charles, che interpretava il ruolo del medico, secondo una sua dichiarazione si ruppe quasi una gamba girando una scena dove doveva cadere da un balcone, inseguito da un detective.

## Distribuzione
Il copyright del film, richiesto dalla Selig Polyscope Co., fu registrato il 19 maggio 1915 con il numero LP5422.

Distribuito dalla V-L-S-E, il film uscì nelle sale cinematografiche statunitensi il 31 maggio 1915. In Ungheria, prese il titolo A pénz nem Isten.

### Conservazione
Non si conoscono copie ancora esistenti della pellicola che viene considerata presumibilmente perduta.